# Dietro lo specchio (film 1956)
Dietro lo specchio (Bigger Than Life) è un film del 1956 diretto da Nicholas Ray, ispirato a un fatto di cronaca riportato nel 1955 in un articolo del The New Yorker scritto da Berton Roueché e intitolato Ten Feet Tall.
È stato presentato alla 21ª Mostra internazionale d'arte cinematografica di Venezia il 1º settembre 1956.

## Trama
Un rispettato insegnante di scuola e padre di famiglia viene ricoverato per una grave forma di arterite. I medici, per salvarlo, gli impongono una terapia farmacologica a base di cortisone.
Egli può così tornare a condurre una vita normale, ma i farmaci che assume (custoditi dietro lo specchio) gli procurano, come effetto collaterale, lo sviluppo di ossessioni e disturbi mentali, a spese della moglie e del figlio, che ne subiscono le bizzarrie.

## Critica
(Leo Pestelli)
(Il Morandini)
(Il Mereghetti - Dizionario dei film 2011)